# Chili aux Jeux olympiques d'été de 1928
L'équipe chilienne olympique participe aux Jeux olympiques d'été de 1928 à Amsterdam. Elle y remporte une médaille : une en argent, se situant à la trentième place des nations au tableau des médailles. L'athlète Manuel Plaza est le porte-drapeau d'une délégation chilienne comptant 38 sportifs (38 hommes). C'est lui qui va apporter à son pays la première médaille de son histoire olympique en terminant second du marathon. 

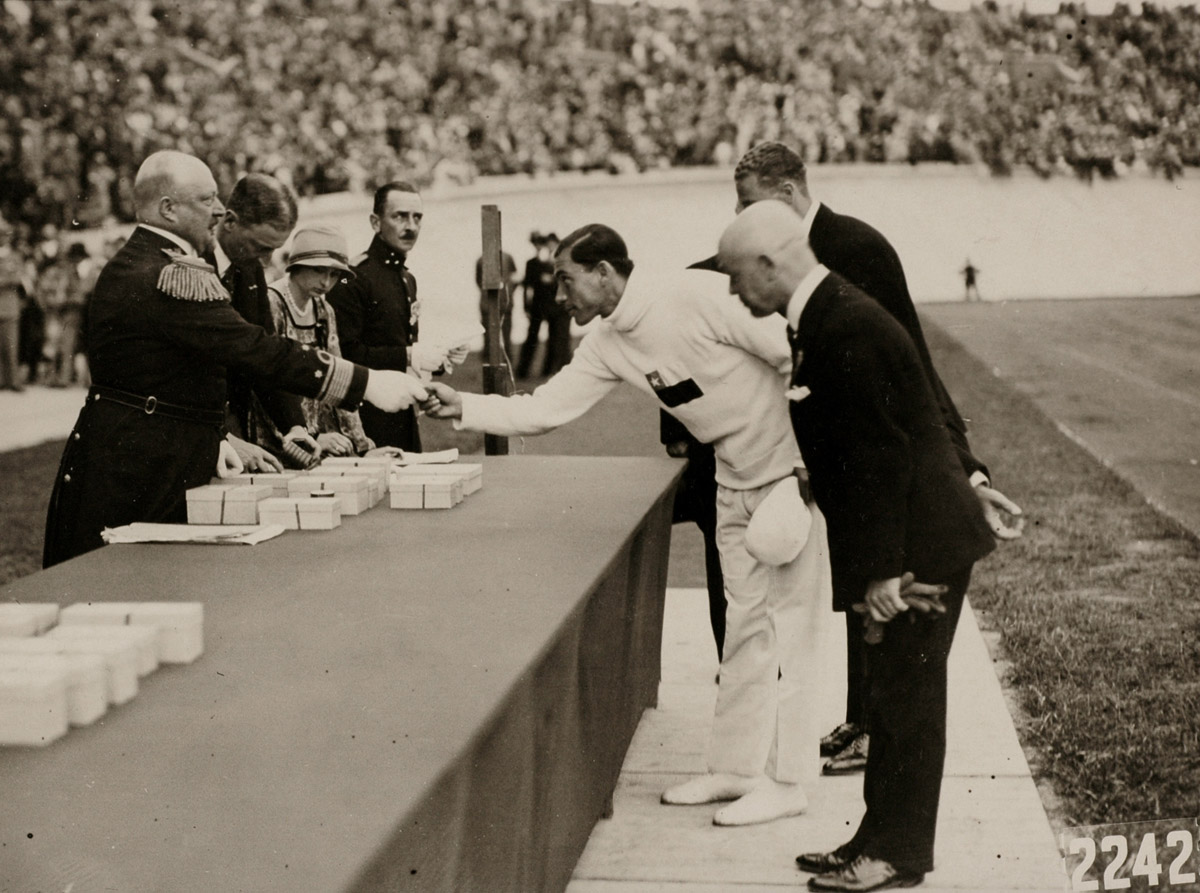
Manuel Plaza recevant sa médaille d'argent remise par le Prince Hendrik des Pays-Bas.

## Médailles
| Médaille          | Nom          | Sport      | Compétition |
| ----------------- | ------------ | ---------- | ----------- |
| Médaille d'argent | Manuel Plaza | Athlétisme | Marathon    |